# Союз ТМ-20
Союз ТМ-20 е пилотиран космически кораб от серията „Союз ТМ“ към станцията „Мир“ и 96-и полет по програма „Союз“.

## Екипаж

### При старта

#### Основен
- Александър Викторенко (4) – командир
- Елена Кондакова (1) – бординженер
- Улф Мерболд (3) – космонавт-изследовател

#### Дублиращ
- Юрий Гидзенко – командир
- Сергей Авдеев – бординженер
- Педро Дуке – космонавт-изследовател

### При кацането
- Александър Викторенко – командир
- Елена Кондакова – бординженер
- Валерий Поляков – космонавт-изследовател (лекар)

## Параметри на мисията
- Маса: 7170 кг
- Перигей: 200 км
- Апогей: 249,6 км
- Наклон на орбитата: 51,65°
- Период: 88,7 мин

## Описание на полета
„Союз ТМ-19“ извежда в орбита 17-а дълговременна експедиция на станцията „Мир“. Целият полет протича с различни неизправности. Връзката на екипажа с центъра за управление на полетите и обратно била некачествена и лоша. Причината за това останала неизвестна. При скачването на кораба със станцията отказва автоматичната система за сближаване и скачване. Това не било неочаквано предвид получения преди това абсолютно същ проблем с товарния кораб Прогрес М-24. И тогава и сега скачването е извършено в ръчен режим. Причините за това се оказва грешка в софтуера, с който са осигурени корабите.
Научната програма е основно с медицинска насоченост: привикването към условията на безтегловност, намаляването на мускулната маса, загубата на тегло и пренастройката на биологичния часовник на човешкия организъм.
След девет години на полет в космоса, слънчевите батерии на станцията започват да се разпадат. Дългият полет на шест космонавта на борда на станцията (около един месец) повишава консумацията на енергия. Разликата в количеството на енергията, която влиза в станцията и разхода става много малка. На 11 октомври електрическата система на станцията отказва. Разредени са буферните акумулатори на базовия блок на станцията, което довежда до отказ и на системата за ориентация на станцията и нейния неконтролируем полет. Спират да работят пулта за управление на станцията, загубва се и връзката със Земята. Връзката малко по-късно е възстановена чрез предавателя на кораба „Союз ТМ-20“, който от Земята е отделен от захранването на станцията. Екипажът изключва неизправните акумулатори на базовия блок и ги заменя с акумулатори от модулите Кристал и Квант-2. Включват се първо системата за ориентация на станцията, после и системите за ориентация на слънчевите панели спрямо слънцето. Станцията напълно е върната в изправност на 13 октомври.
Валерий Поляков се завръща на Земята с кораба „Союз ТМ-20“ след рекорден (и до днес) продължителен полет – 437 денонощия 17 часа 31 секунди. Освен това Елена Кондакова поставя рекорд за продължителност на полета от жена – 169 денонощия 5 часа 35 секунди.
По време на полета е посрещнати и разтоварени транспортните кораби „Прогрес М-24“ и „Прогрес М-25“.